# The Voice Senior (quinta edizione)
La quinta edizione di The Voice Senior è andata in onda in prima serata su Rai 1 dal 21 febbraio all'11 aprile 2025 per otto puntate con la conduzione di Antonella Clerici.
L'edizione è stata vinta da Patrizia Conte, concorrente del Team Gigi.

## Team
Legenda
- Vincitore
- Secondo classificato
- Terzo classificato
- Quarto classificato

- Eliminato nei Cut
- Eliminato ai Knock Out
- Eliminato alla finale

| Coach                 | Coach          | Artisti                        | Artisti                       | Artisti                    | Artisti              | Artisti                  | Artisti             | Artisti           |
|                       | Arisa          | Maura Susanna                  | Monica Bruno                  | Danilo Grimeri De Ioannis  | Lucia Del Piano      | Gianni Valente           | Antonio Summa       | Claudio Torelli   |
| Elisabetta Stramaglia | Arisa          | Francesco Dominici             | Anna Vinci                    | Fabrizio Emigli            | Cristina Bruno       | Elsa Baldini             |                     |                   |
|                       | Clementino     | Alessandro Acciaro             | Luigi Lusi                    | Luigi Fontana              | Bruno Mercatelli     | Gian Vittorio Spolverato | Andrea Caserta      | Nicola Crivaro    |
| Stefania Brambilla    | Clementino     | Marina Bicego e Andrea Bottene | Panagiotis "Takis" Nikolakeas | Carlo Beni                 | Vito Asta            | Maria Teresa Serata      |                     |                   |
|                       | Gigi D'Alessio | Patrizia Conte                 | Graziella Marchesi            | Luca Virago                | Silvio Cairola       | Francesco Cosa           | Francesco Cammileri | Maria Castiglione |
| Annamaria Bove        | Gigi D'Alessio | Umberto Mari                   | Assunta Serafini              | Annamaria Prinzivalli      | Carla Luvarà         | Nunzio Laudadio          |                     |                   |
|                       | Loredana Bertè | Gianni Petrillo                | Paolo Pietroletti             | Loredana Maiura            | Claudio Maggio       | Franco Desideri          | Eleonora Salvi      | Laura Gambirasi   |
| Gabriele Marciano     | Loredana Bertè | Francesco Benedetto            | Chiara Forbicioni             | Maria Luce "Lucilla" Vario | Angelina Castellucci | Alessandra Baldi         |                     |                   |

## Blind Auditions
Nelle sei puntate di Blind Auditions i coach dovranno scegliere dodici concorrenti per team, di cui solo la metà si qualificheranno ai Knock Out.
- Il coach preme il bottone I Want You
- L'artista è definitivamente eliminato perché nessun coach preme il bottone I Want You e neanche il tasto Seconda Chance.
- Il coach preme il tasto "Seconda Chance" e permette all'artista di esibirsi nuovamente.
- L'artista viene scelto per far parte della squadra di questo coach
- L'artista sceglie di far parte della squadra di questo coach

- Blocco esercitato da Arisa
- Blocco esercitato da Clementino
- Blocco esercitato da Gigi D'Alessio
- Blocco esercitato da Loredana Bertè

### Prima puntata
- Esibizione dell'ospite: Anna Oxa con Un'emozione da poco.

| Ordine | Artista                  | Canzone (cantante originale)                 | Scelte di coach e/o artisti | Scelte di coach e/o artisti | Scelte di coach e/o artisti | Scelte di coach e/o artisti |
| Ordine | Artista                  | Canzone (cantante originale)                 | Arisa                       | Clementino                  | Gigi D'Alessio              | Loredana Bertè              |
| ------ | ------------------------ | -------------------------------------------- | --------------------------- | --------------------------- | --------------------------- | --------------------------- |
| 1      | Laura Gambirasi          | La casa del sole (Pooh)                      |                             |                             |                             |                             |
| 2      | Maria Castiglione        | Un colpo al cuore (Mina)                     |                             |                             |                             | -                           |
| 3      | Luigi Lusi               | Roxanne (The Police)                         |                             |                             |                             |                             |
| 4      | Gabriele Marciano        | Wish you were here (Pink Floyd)              |                             |                             |                             |                             |
| 5      | Maura Susanna            | Non, je ne regrette rien (Édith Piaf)        |                             |                             |                             |                             |
| 6      | Gian Vittorio Spolverato | A muso duro (Pierangelo Bertoli)             |                             |                             |                             | -                           |
| 7      | Annamaria Musajo         | Mambo italiano (Dean Martin)                 | -                           | -                           | -                           | -                           |
| 8      | Luca Virago              | Arrivederci a questa sera (Lucio Battisti)   |                             |                             |                             |                             |
| 9      | Claudio Torelli          | Emozioni (Lucio Battisti)                    |                             |                             | -                           | -                           |
| 10     | Paolo Messori            | Cuando calienta el sol (Los Hermanos Rigual) | -                           | -                           |                             | -                           |

### Seconda puntata
- Esibizione dell'ospite: Claudio Santamaria con Somebody to Love.

| Ordine | Artista                | Canzone (cantante originale)                    | Scelte di coach e/o artisti | Scelte di coach e/o artisti | Scelte di coach e/o artisti | Scelte di coach e/o artisti |
| Ordine | Artista                | Canzone (cantante originale)                    | Arisa                       | Clementino                  | Gigi D'Alessio              | Loredana Bertè              |
| ------ | ---------------------- | ----------------------------------------------- | --------------------------- | --------------------------- | --------------------------- | --------------------------- |
| 1      | Nicola Crivaro         | Ricominciamo (Adriano Pappalardo)               |                             |                             |                             | -                           |
| 2      | Patrizia Conte         | Amoreunicoamore (Mina)                          |                             |                             |                             |                             |
| 3      | Gianni Petrillo        | (Everything I Do) I Do It for You (Bryan Adams) |                             |                             |                             |                             |
| 4      | Elisabetta Stramaglia  | La nostra favola (Jimmy Fontana)                |                             | -                           | -                           | -                           |
| 5      | Lucia Del Piano        | Tu si 'na cosa grande (Domenico Modugno)        |                             |                             |                             |                             |
| 6      | Francesco Benedetto    | Un senso (Vasco Rossi)                          |                             |                             |                             |                             |
| 7      | Teresa Navarro Nualart | Baila Me (Gipsy Kings)                          | -                           | -                           | -                           | -                           |
| 8      | Silvio Cairola         | Rimmel (Francesco De Gregori)                   | -                           |                             |                             |                             |
| 9      | Gianni Valente         | Rose rosse (Massimo Ranieri)                    |                             | -                           | -                           | -                           |
| 10     | Chiara Forbicioni      | Call Me (Blondie)                               | -                           |                             | -                           |                             |
| 11     | Alessandro Acciaro     | Il disertore (Ivano Fossati)                    |                             |                             |                             |                             |

### Terza puntata
- Esibizione dell'ospite: Cecilia Gayle con El Pam Pam.

| Ordine | Artista              | Canzone (cantante originale)                | Scelte di coach e/o artisti | Scelte di coach e/o artisti | Scelte di coach e/o artisti | Scelte di coach e/o artisti |
| Ordine | Artista              | Canzone (cantante originale)                | Arisa                       | Clementino                  | Gigi D'Alessio              | Loredana Bertè              |
| ------ | -------------------- | ------------------------------------------- | --------------------------- | --------------------------- | --------------------------- | --------------------------- |
| 1      | Francesco Cammilleri | Era già tutto previsto (Riccardo Cocciante) |                             |                             |                             |                             |
| 2      | Graziella Marchesi   | Piccolo uomo (Mia Martini)                  |                             |                             |                             |                             |
| 3      | Stefano Consolini    | Mille lire al mese (Gilberto Mazzi)         | -                           | -                           | -                           | -                           |
| 4      | Franco Desideri      | Don't let me down (The Beatles)             |                             |                             |                             |                             |
| 5      | Gianni Valente       | Se bruciasse la città (Massimo Ranieri)     |                             | -                           | -                           | -                           |
| 6      | Antonio Summa        | Insieme a te sto bene (Lucio Battisti)      |                             |                             |                             |                             |
| 7      | Eleonora Salvi       | Io e te da soli (Mina)                      |                             |                             |                             |                             |
| 8      | Claudia Bersezio     | Brivido caldo (Matia Bazar)                 | -                           | -                           | -                           | -                           |
| 9      | Francesco Dominici   | My way (Sid Vicious)                        |                             |                             |                             | -                           |
| 10     | Stefania Brambilla   | L'amore si odia (Noemi)                     |                             |                             |                             | -                           |
| 11     | Andrea Caserta       | Mon amour (Annalisa)                        | -                           |                             | -                           | -                           |

### Quarta puntata
| Ordine | Artista                        | Canzone (cantante originale)                                  | Scelte di coach e/o artisti | Scelte di coach e/o artisti | Scelte di coach e/o artisti | Scelte di coach e/o artisti |
| Ordine | Artista                        | Canzone (cantante originale)                                  | Arisa                       | Clementino                  | Gigi D'Alessio              | Loredana Bertè              |
| ------ | ------------------------------ | ------------------------------------------------------------- | --------------------------- | --------------------------- | --------------------------- | --------------------------- |
| 1      | Danilo Grimeri De Ioanni       | Unchain My Heart (Joe Cocker)                                 |                             |                             |                             |                             |
| 2      | Annamaria Bove                 | Cercami (Renato Zero)                                         | -                           | -                           |                             |                             |
| 3      | Marina Bicego e Andrea Bottene | (I've Had) The Time of My Life (Bill Medley, Jennifer Warnes) | -                           |                             | -                           | -                           |
| 4      | Claudio Maggio                 | Mi manchi (Fausto Leali)                                      |                             |                             | -                           |                             |
| 5      | Anna Vinci                     | Never Can Say Goodbye (Gloria Gaynor)                         |                             |                             | -                           | -                           |
| 6      | Umberto Mari                   | Mille giorni di te e di me (Claudio Baglioni)                 |                             |                             |                             | -                           |
| 7      | Barbara Linzarini              | Feeling Good (Nina Simone)                                    | -                           | -                           | -                           | -                           |
| 8      | Bruno Mercatelli               | Gli amori (Toto Cutugno)                                      | -                           |                             | -                           | -                           |
| 9      | Assunta Serafini               | Sempre (Gabriella Ferri)                                      |                             | -                           |                             | -                           |
| 10     | Annamaria Prinzivalli          | New York, New York (Liza Minnelli)                            | -                           | -                           | -                           |                             |
| 11     | Maurizio Toffanetti            | Una lunga storia d'amore (Gino Paoli)                         | -                           | -                           | -                           | -                           |
| 12     | Paolo Pietroletti              | Wishing Well (Terence Trent D'Arby)                           |                             |                             |                             |                             |

### Quinta puntata
| Ordine | Artista                       | Canzone (cantante originale)                 | Scelte di coach e/o artisti | Scelte di coach e/o artisti | Scelte di coach e/o artisti | Scelte di coach e/o artisti |
| Ordine | Artista                       | Canzone (cantante originale)                 | Arisa                       | Clementino                  | Gigi D'Alessio              | Loredana Bertè              |
| ------ | ----------------------------- | -------------------------------------------- | --------------------------- | --------------------------- | --------------------------- | --------------------------- |
| 1      | Fabrizio Emigli               | Notte prima degli esami (Antonello Venditti) |                             |                             |                             |                             |
| 2      | Maria Luce "Lucilla" Vario    | Last Dance (Donna Summer)                    | -                           |                             |                             |                             |
| 3      | Luigi Sbriccoli Fontana       | L'ultima occasione (Mina)                    |                             |                             |                             |                             |
| 4      | Oscar Manfron                 | Angelo (Francesco Renga)                     | -                           | -                           | -                           | -                           |
| 5      | Loredana Maiuri               | Proud Mary (Tina Turner)                     |                             |                             |                             |                             |
| 6      | Cristina Bruno                | Grande, grande, grande (Mina)                |                             | -                           | -                           | -                           |
| 7      | Panagiotis "Takis" Nikolakeas | Blue Eyes (Elton John)                       |                             |                             | -                           | -                           |
| 8      | Carlo Beni                    | L'ultima luna (Lucio Dalla)                  |                             |                             |                             |                             |
| 9      | Michele Della Corte           | Non son degno di te (Gianni Morandi)         | -                           | -                           | -                           | -                           |
| 10     | Annamaria Prinzivalli         | Don't Cry For Me Argentina (Madonna)         |                             |                             |                             | -                           |
| 11     | Carla Luvarà                  | Un anno d'amore (Mina)                       | -                           | -                           |                             | -                           |
| 12     | Luciano Bolamperti            | Jump (Van Halen)                             | -                           | -                           | -                           | -                           |

### Sesta puntata
| Ordine | Artista              | Canzone (cantante originale)             | Scelte di coach e/o artisti | Scelte di coach e/o artisti | Scelte di coach e/o artisti | Scelte di coach e/o artisti |
| Ordine | Artista              | Canzone (cantante originale)             | Arisa                       | Clementino                  | Gigi D'Alessio              | Loredana Bertè              |
| ------ | -------------------- | ---------------------------------------- | --------------------------- | --------------------------- | --------------------------- | --------------------------- |
| 1      | Nunzio Laudadio      | Bimba se sapessi (Sergio Caputo)         | -                           |                             |                             | -                           |
| 2      | Angelina Castellucci | Just the way you are (Billy Joel)        |                             |                             |                             |                             |
| 3      | Elsa Baldini         | Se stasera sono qui (Luigi Tenco)        |                             |                             |                             |                             |
| 4      | Paolo Messori        | Esibizione rifiutata                     |                             |                             |                             |                             |
| 5      | Vito Asta            | I Got You (I feel good) (James Brown)    | -                           |                             | -                           | -                           |
| 6      | Sergio Andrini       | Long Train Runnin' (The Dobbie Brothers) | -                           | -                           | -                           | -                           |
| 7      | Francesco Cosa       | La casa in riva al mare (Lucio Dalla)    |                             |                             |                             |                             |
| 8      | Alessandra Baldi     | Because the night (Patti Smith)          |                             |                             | N.D.                        |                             |
| 9      | Monica Bruno         | Tutt'al più (Patty Pravo)                |                             |                             | N.D.                        | N.D.                        |
| 10     | Massimo Clementi     | Over my shoulder (Mike + The Mechanics)  | N.D.                        | -                           | N.D.                        | N.D.                        |
| 11     | Maria Teresa Serata  | Testarda io (Iva Zanicchi)               | N.D.                        |                             | N.D.                        | N.D.                        |

### Bilancio Blind
| Coach          | Numero di Volte: | Numero di Volte: | Numero di Volte: | Numero di Volte:   | Numero di Volte: | Numero di Volte: | Numero di Volte: |
| Coach          | Totale Buzz      | Scelte           | Buzz da solo     | Blocchi effettuati | Blocchi ricevuti | Rifiuti          | No Buzz          |
| -------------- | ---------------- | ---------------- | ---------------- | ------------------ | ---------------- | ---------------- | ---------------- |
| Arisa          | 38               | 13               | 3                | 1                  | 1                | 26               | 21               |
| Clementino     | 41               | 13               | 3                | 1                  | 0                | 30               | 18               |
| Gigi D'Alessio | 36               | 13               | 1                | 0                  | 0                | 24               | 23               |
| Loredana Bertè | 28               | 13               | 0                | 1                  | 2                | 16               | 31               |

#### Cut
Chiusa la fase delle Blind Auditions, nella sesta puntata i coach hanno dovuto scegliere i migliori 6 artisti del proprio team sui 13 selezionati alle audizioni da portare alla fase dei Knockout, in semifinale. 
- Artista che accede ai Knock Out
- Artista eliminato durante i Cut

| Coach             | Coach          | Artisti               | Artisti                        | Artisti                       | Artisti                    | Artisti              | Artisti             | Artisti |
|                   | Arisa          | Maura Susanna         | Lucia Del Piano                | Gianni Valente                | Danilo Grimeri De Ioannis  | Antonio Summa        | Monica Bruno        |         |
| Claudio Torelli   | Arisa          | Elisabetta Stramaglia | Francesco Dominici             | Anna Vinci                    | Fabrizio Emigli            | Cristina Bruno       | Elsa Baldini        |         |
|                   | Clementino     | Luigi Lusi            | Bruno Mercatelli               | Gian Vittorio Spolverato      | Alessandro Acciaro         | Andrea Caserta       | Luigi Fontana       |         |
| Nicola Crivaro    | Clementino     | Stefania Brambilla    | Marina Bicego e Andrea Bottene | Panagiotis "Takis" Nikolakeas | Carlo Beni                 | Vito Asta            | Maria Teresa Serata |         |
|                   | Gigi D'Alessio | Luca Virago           | Silvio Cairola                 | Graziella Marchesi            | Francesco Cosa             | Patrizia Conte       | Francesco Cammileri |         |
| Maria Castiglione | Gigi D'Alessio | Annamaria Bove        | Umberto Mari                   | Assunta Serafini              | Annamaria Prinzivalli      | Carla Luvarà         | Nunzio Laudadio     |         |
|                   | Loredana Bertè | Loredana Maiuri       | Gianni Petrillo                | Claudio Maggio                | Franco Desideri            | Eleonora Salvi       | Paolo Pietroletti   |         |
| Laura Gambirasi   | Loredana Bertè | Gabriele Marciano     | Francesco Benedetto            | Chiara Forbicioni             | Maria Luce "Lucilla" Vario | Angelina Castellucci | Alessandra Baldi    |         |

## Knock Out
La semifinale vede scontrare i 24 talenti rimasti in gara nei Knock Out, i quali determineranno i dodici finalisti del programma. Le sfide si svolgono fra tre concorrenti dello stesso team che si confrontano sul palco cantando ognuno il proprio cavallo di battaglia, il quale alla fine deciderà se far passare uno o due cantanti alla fase finale. Al termine dei K.O. tre concorrenti per squadra arriveranno in finale.
| Ordine | Coach          | Artista                   | Canzone (cantante originale)                 |
| ------ | -------------- | ------------------------- | -------------------------------------------- |
| 1      | Gigi D'Alessio | Graziella Marchesi        | Fai rumore (Diodato)                         |
| 1      | Gigi D'Alessio | Francesco Cammilleri      | La cura (Franco Battiato)                    |
| 1      | Gigi D'Alessio | Patrizia Conte            | Portati via (Mina)                           |
| 2      | Loredana Bertè | Eleonora Salvi            | Gli uomini non cambiano (Mia Martini)        |
| 2      | Loredana Bertè | Gianni Petrillo           | Sailing (Rod Stewart)                        |
| 2      | Loredana Bertè | Franco Desideri           | A mano a mano (Riccardo Cocciante)           |
| 3      | Arisa          | Lucia Del Piano           | Mi sei scoppiato dentro il cuore (Mina)      |
| 3      | Arisa          | Maura Susanna             | Hymne à l'amour (Édith Piaf)                 |
| 3      | Arisa          | Monica Bruno              | Quando finisce un amore (Riccardo Cocciante) |
| 4      | Clementino     | Bruno Mercatelli          | Uomini soli (Pooh)                           |
| 4      | Clementino     | Luigi Lusi                | Hotel California (Eagles)                    |
| 4      | Clementino     | Luigi Fontana             | Il mondo (Jimmy Fontana)                     |
| 5      | Gigi D'Alessio | Silvio Cairola            | Spalle al muro (Renato Zero)                 |
| 5      | Gigi D'Alessio | Franco Cosa               | Georgia on My Mind (Ray Charles)             |
| 5      | Gigi D'Alessio | Luca Virago               | Strano il mio destino (Giorgia)              |
| 6      | Arisa          | Gianni Valente            | Quando vedrai la mia ragazza (Little Tony)   |
| 6      | Arisa          | Danilo Grimieri De Ioanni | You Are So Beautiful (Joe Cocker)            |
| 6      | Arisa          | Antonio Summa             | Con le mani (Zucchero)                       |
| 7      | Loredana Bertè | Paolo Pietroletti         | Amarsi un po' (Lucio Battisti)               |
| 7      | Loredana Bertè | Loredana Maiuri           | Highway to Hell (AC/DC)                      |
| 7      | Loredana Bertè | Claudio Maggio            | T'innamorerai (Marco Masini)                 |
| 8      | Clementino     | Alessandro Acciaro        | Vecchio frack (Domenico Modugno)             |
| 8      | Clementino     | Gianvittorio Spolverato   | Il volto della vita (Caterina Caselli)       |
| 8      | Clementino     | Andrea Caserta            | Splendido splendente (Donatella Rettore)     |

## Finale
Nella prima fase i 12 finalisti (3 per team) si sfidano su dei brani assegnati loro dai coach, che alla fine di tutte le esibizioni scelgono l'artista migliore del loro team. Nella seconda fase i 4 super-finalisti scelti dai coach si esibiscono col loro cavallo di battaglia o col brano portato alle Blind Audition;  in seguito il pubblico a casa, tramite televoto, decreta alla fine il vincitore del programma.
Prima fase
- Artista che passa alla seconda fase
- Artista eliminato

| Ordine | Coach          | Artista                   | Canzone (cantante originale)                    | Televoto |
| ------ | -------------- | ------------------------- | ----------------------------------------------- | -------- |
| 1      | Arisa          | Monica Bruno              | Una ragione di più (Ornella Vanoni)             | 10,59%   |
| 2      | Clementino     | Luigi Lusi                | Don't Stop Me Now (Queen)                       | 3,47%    |
| 3      | Loredana Bertè | Gianni Petrillo           | Bella senz'anima (Riccardo Cocciante)           | 7,63%    |
| 4      | Gigi D'Alessio | Graziella Marchesi        | Ancora (Eduardo De Crescenzo)                   | 8,05%    |
| 5      | Arisa          | Danilo Grimieri De Ioanni | Sorry Seems to Be the Hardest Word (Elton John) | 6,12%    |
| 6      | Gigi D'Alessio | Patrizia Conte            | Oggi sono io (Mina)                             | 20,82%   |
| 7      | Clementino     | Alessandro Acciaro        | Via del campo (Fabrizio De Andrè)               | 7,59%    |
| 8      | Loredana Bertè | Loredana Maiuri           | Total Eclipse of the Heart (Bonnie Tyler)       | 3,37%    |
| 9      | Clementino     | Luigi Fontana             | Almeno tu nell'universo (Mia Martini)           | 3,41%    |
| 10     | Arisa          | Maura Susanna             | La Vie en rose (Édith Piaf)                     | 20,28%   |
| 11     | Gigi D'Alessio | Luca Virago               | Cambiare (Alex Baroni)                          | 5,11%    |
| 12     | Loredana Bertè | Paolo Pietroletti         | If You Don't Know Me by Now (Simply Red)        | 3,46%    |

Seconda fase
- Vincitore
- Secondo classificato
- Terzo classificato
- Quarto classificato

| Ordine | Coach          | Artista            | Canzone (cantante originale) | Televoto |
| ------ | -------------- | ------------------ | ---------------------------- | -------- |
| 1      | Gigi D'Alessio | Graziella Marchesi | Fai rumore (Diodato)         | 15,23%   |
| 2      | Arisa          | Monica Bruno       | Tutt'al più (Patty Pravo)    | 16,81%   |
| 3      | Arisa          | Maura Susanna      | Hymne à l'amour (Édith Piaf) | 32,52%   |
| 4      | Gigi D'Alessio | Patrizia Conte     | Amoreunicoamore (Mina)       | 35,44%   |

## Ascolti
| Puntata | Puntata                | Messa in onda    | Ospiti                                | Telespettatori | Share  |
| ------- | ---------------------- | ---------------- | ------------------------------------- | -------------- | ------ |
| 1       | Blind Audition 1       | 21 febbraio 2025 | Anna Oxa                              | 3 708 000      | 23,96% |
| 2       | Blind Audition 2       | 28 febbraio 2025 | Claudio Santamaria, Maurizio Lastrico | 3 550 000      | 22,50% |
| 3       | Blind Audition 3       | 7 marzo 2025     | Cecilia Gayle, Diana Puddu            | 3 723 000      | 23,30% |
| 4       | Blind Audition 4       | 14 marzo 2025    | −                                     | 3 643 000      | 23,00% |
| 5       | Blind Audition 5       | 21 marzo 2025    | −                                     | 3 770 000      | 24,00% |
| 6       | Blind Audition 6       | 28 marzo 2025    | Sonia Zanzi                           | 3 525 000      | 23,20% |
| 7       | Knock Out - Semifinale | 4 aprile 2025    | −                                     | 3 367 000      | 21,90% |
| 8       | Finale                 | 11 aprile 2025   | −                                     | 3 271 000      | 21,90% |
| Media   | Media                  | Media            | Media                                 | 3 570 000      | 22,97% |